# Lecanopteris darnaedii
Lecanopteris darnaedii är en stensöteväxtart som beskrevs av Elbert Hennipman. Lecanopteris darnaedii ingår i släktet Lecanopteris och familjen Polypodiaceae. Inga underarter finns listade.